# Archytas leschenaldi
Archytas leschenaldi là một loài ruồi trong họ Tachinidae.